# Fathi Jarray
Fathi Jarray, également orthographié Féthi Jarray (arabe : فتحي الجراي), né le 15 août 1963 à Ben Gardane, est un universitaire et homme politique tunisien.

## Biographie

### Études
En 1987, il obtient une maîtrise en psychologie avant de recevoir en 1990 un diplôme de spécialisation en administration sociale et un certificat d'aptitude à la recherche en psychologie éducationnelle. Il décroche, en 1992, son master en service social puis, en 2010, son doctorat en sociologie.

### Carrière professionnelle
En 1990, il est auxiliaire de cours à l'École de service social de l'université de Moncton au Canada. De 1991 à 1992, il devient expert-conseiller au Centre de recherche-action sur les relations raciales à Montréal. De 1993 à 2010, il est assistant d'enseignement supérieur à l'Institut national du travail et des études sociales (INTES), rattaché à l'université de Carthage. Dès 2004, il dirige le département des études sociales à l'INTES et, en 2011, y devient maître-assistant d'enseignement supérieur.
Il est par ailleurs président de l'Association tunisienne de service social, membre fondateur et membre du conseil d'administration de l'Association internationale de formation, de recherche et d'intervention sociale, membre du conseil scientifique du Centre d'information, de formation, d'études et de documentation sur les associations, et président du second congrès scientifique des travailleurs sociaux tunisiens.

### Ministre
Le 29 janvier 2014, il est nommé ministre de l'Éducation nationale dans le gouvernement Jomaa.

### Engagement pour les droits de l'homme
Le 14 juillet 2017, il est élu président de l'Instance nationale pour la prévention de la torture et autres peines ou traitements cruels, inhumains ou dégradants.

## Vie privée
Fathi Jarray est marié.